# Bonar Bain
Bonar Bain (Lethbridge, 4 febbraio 1923 – Edmonton, 18 febbraio 2005) è stato un attore canadese.
Fratello gemello dell'attore Conrad Bain, ebbe una carriera meno ricca del fratello, ma è comunque apparso in diverse serie televisive, soprattutto negli anni '80, quali Una signora in gamba (dove ha recitato al fianco di suo fratello), SCTV Network 90, Coppia di Jack.